# CSM Constanța (basket-ball féminin)
Actualités
Le CSM Constanța est un club féminin roumain de basket-ball évoluant dans la ville de Constanța et participant au championnat de Roumanie ainsi qu’à l’Euroligue.

## Historique
La section basket-ball du club omnisports du CSM Constanța a été créée en 2022. 

## Palmarès
National
- Championnat de Roumanie (ro) :
  - Vainqueur (1) : 2024[2],[3]
  - Finaliste (5) : 2023
- Coupe de Roumanie (ro) :
  - Vainqueur (4) : 2024[4]

## Joueuses célèbres
- Gabriela Mărginean